# Miroslav Joch
Miroslav Joch (* 11. dubna 1977 České Budějovice) je český politik a podnikatel, v letech 2012 až 2024 zastupitel a radní Jihočeského kraje, od roku 2006 zastupitel města České Budějovice (z toho v letech 2010 až 2014 první náměstek primátora a od roku 2015 radní města), člen SOCDEM.

## Život
Vystudoval obor výrobní a inovační inženýrství na Fakultě strojního inženýrství Českého vysokého učení technického v Praze (získal titul Ing.). Posléze pracoval jako vedoucí výroby ve strojírenské firmě. Od roku 2003 je jednatelem a společníkem firmy JihoTech.
Je ženatý a má dvě dcery – dvojčata.

## Politické působení
V roce 2002 se stal členem České strany sociálně demokratické (od roku 2023 Sociální demokracie), za niž byl v komunálních volbách v roce 2006 zvolen zastupitelem města České Budějovice. Ve volbách v roce 2010 mandát zastupitele města obhájil a stal se 1. náměstkem primátora pro ekonomiku a majetek města. Také ve volbách v roce 2014 byl zvolen do městského zastupitelstva, skončil však jako náměstek. Do rady města se vrátil v roce 2015 jako radní po ustanovení nové koalice.
V krajských volbách v roce 2012 byl za ČSSD zvolen zastupitelem Jihočeského kraje a následně se stal i neuvolněným radním. Ve volbách v roce 2016 mandát krajského zastupitele obhájil. Dne 3. listopadu 2016 byl zvolen opět radním kraje. Ve volbách v roce 2020 opět obhájil post krajského zastupitele. Dne 3. listopadu 2020 se navíc stal opět radním kraje.
V krajských volbách v roce 2024 obhajoval z pozice člena SOCDEM post zastupitele Jihočeského kraje, ale neuspěl. Kandidátka získala pouze 1,98 % hlasů a do zastupitelstva se tak nedostal.